# Łobzowo (gromada)
Łobzowo – dawna gromada, czyli najmniejsza jednostka podziału terytorialnego Polskiej Rzeczypospolitej Ludowej w latach 1954–1972.
Gromady, z gromadzkimi radami narodowymi (GRN) jako organami władzy najniższego stopnia na wsi, funkcjonowały od reformy reorganizującej administrację wiejską przeprowadzonej jesienią 1954 do momentu ich zniesienia z dniem 1 stycznia 1973, tym samym wypierając organizację gminną w latach 1954–1972.
Gromadę Łobzowo z siedzibą GRN w Łobzowie utworzono – jako jedną z 8759 gromad na obszarze Polski – w powiecie miasteckim w woj. koszalińskim na mocy uchwały nr 43/54 WRN w Koszalinie z dnia 5 października 1954. W skład jednostki weszły obszary dotychczasowych gromad Łobzowo, Łubno, Barkocin, Przyborze, Witanowo i Zagony ze zniesionej gminy Łubno w tymże powiecie. Dla gromady ustalono 9 członków gromadzkiej rady narodowej.
1 stycznia 1958 do gromady Łobzowo włączono obszar zniesionej gromady Role (oprócz wsi Turowo i Żabno) w tymże powiecie.
31 grudnia 1959 z gromady Łobzowo wyłączono wsie Role i Ponikielski Las, włączając je do gromady Wałdowo w tymże powiecie.
31 grudnia 1971 gromadę Łobzowo zniesiono, a jej obszar włączono do nowo utworzonej gromady Żabno w tymże powiecie.